# Ermida de Nossa Senhora das Mercês (Ponta Garça)
A Ermida de Nossa Senhora das Mercês localiza-se em Grotas Fundas, na freguesia de Ponta Garça, concelho de Vila Franca do Campo, na ilha de São Miguel, Região Autónoma dos Açores, em Portugal.

## História
Esta ermida foi mandada construir pelo Padre António Pacheco, nos últimos anos do século XVIII e nos primeiros do século XIX. Este sacerdote era filho do Capitão António Boa Ventura Pacheco da Câmara e de sua esposa D. Bernarda Josefa do Couto, natural da Maia. Foi construído, este pequeno templo, numa propriedade de 13 alqueires e meio do referido Padre António Pacheco, para seu exclusivo uso no período do verão.
Este sacerdote morreu muito novo pelo que a ermida de Nossa Senhora das Mercês passou para o domínio de uma sua irmã, D. Maria Catarina Teresa do Couto que casara com Sebastião Manuel Pacheco de Bulhões e Melo, morgado das Amoreiras e mais tarde Brigadeiro das tropas milicianas, conforme se verifica em documento datado de 1832.
Possui esta ermida, construída certamente na mesma época da casa contígua, uma só capela com um alto relevo representado a Virgem.
Por morte do referido Brigadeiro Sebastião, este prédio passou para a posse de uma filha e seguidamente para uma neta casada com o Dr. Álvaro Pereira de Bettencourt Lopes e desta ainda para uma filha casada com Manuel de Medeiros Couto que então a vendeu em 1891 a Manuel da Costa Carreiro, cujos herdeiros são presentemente os seus proprietários.
Não se conhecem quaisquer documentos ralativos a visitações a esta ermida.